# Eucalyptus horistes
Eucalyptus horistes es una especie de eucalipto perteneciente a la familia de las mirtáceas. Es un árbol nativo de Australia Occidental.

## Propiedades
Contiene aceite de eucalipto.  

## Taxonomía
Eucalyptus horistes fue descrita por L.A.S.Johnson & K.D.Hill  y publicado en Flora of Australia 19: 509. 1988.
Etimología
Eucalyptus: nombre genérico que proviene del griego antiguo: eû = "bien, justamente" y kalyptós = "cubierto, que recubre". En Eucalyptus L'Hér., los pétalos, soldados entre sí y a veces también con los sépalos, forman parte del opérculo, perfectamente ajustado al hipanto, que se desprende a la hora de la floración.
horistes: epíteto
 Sinonimia
- Eucalyptus hypochlamydea Brooker	[4]